# Franciszek Brodniewicz
Franciszek Brodniewicz (29 tháng 11 năm 1892 tại Kwilcz – 17 tháng 8 năm 1944 tại Warsaw) là một diễn viên người Ba Lan. Ông mất trong cuộc Khởi nghĩa Warszawa.

## Sự nghiệp điện ảnh
- Dymitr Samozwaniec trong vai Sigismund III Vasa (1922)
- Prokurator Alicja Horn trong vai Jan Winkler (1933)
- Śluby ułańskie trong vai Gończa (1934)
- Black Pearl trong vai chồng của Rena (1934)
- Córka generała Pankratowa trong vai Bolesław (1934)
- Dzień wielkiej przygody (1935)
- Dwie Joasie trong vai luật sư Rostalski (1935)
- Trędowata trong vai Waldemar Michorowski (1936)
- Pan Twardowski trong vai Twardowski (1936)
- Wierna rzeka trong vai Wiesnicyn (1936)
- Augustus the Strong (1936)
- Mały marynarz trong vai Franciszek Nowicki (1936)
- Daddy Gets Married trong vai Robert Viscont) (1936)
- Ułan księcia Józefa trong vai Józef Poniatowski (1937)
- Ordynat Michorowski trong vai Waldemar Michorowski (1937)
- Wrzos trong vai Andrzej Sanicki (1938)
- Moi rodzice rozwodzą się trong vai Jerzy Sławomir (1938)
- U kresu drogi trong vai Bá tước Wiktor Łański (1939)
- Doctor Murek trong vai bác sĩ Murek (1939)
- Przez łzy do szczęścia trong vai Jan Monkiewicz (1941)